# Elisabetta di Holstein-Rendsburg

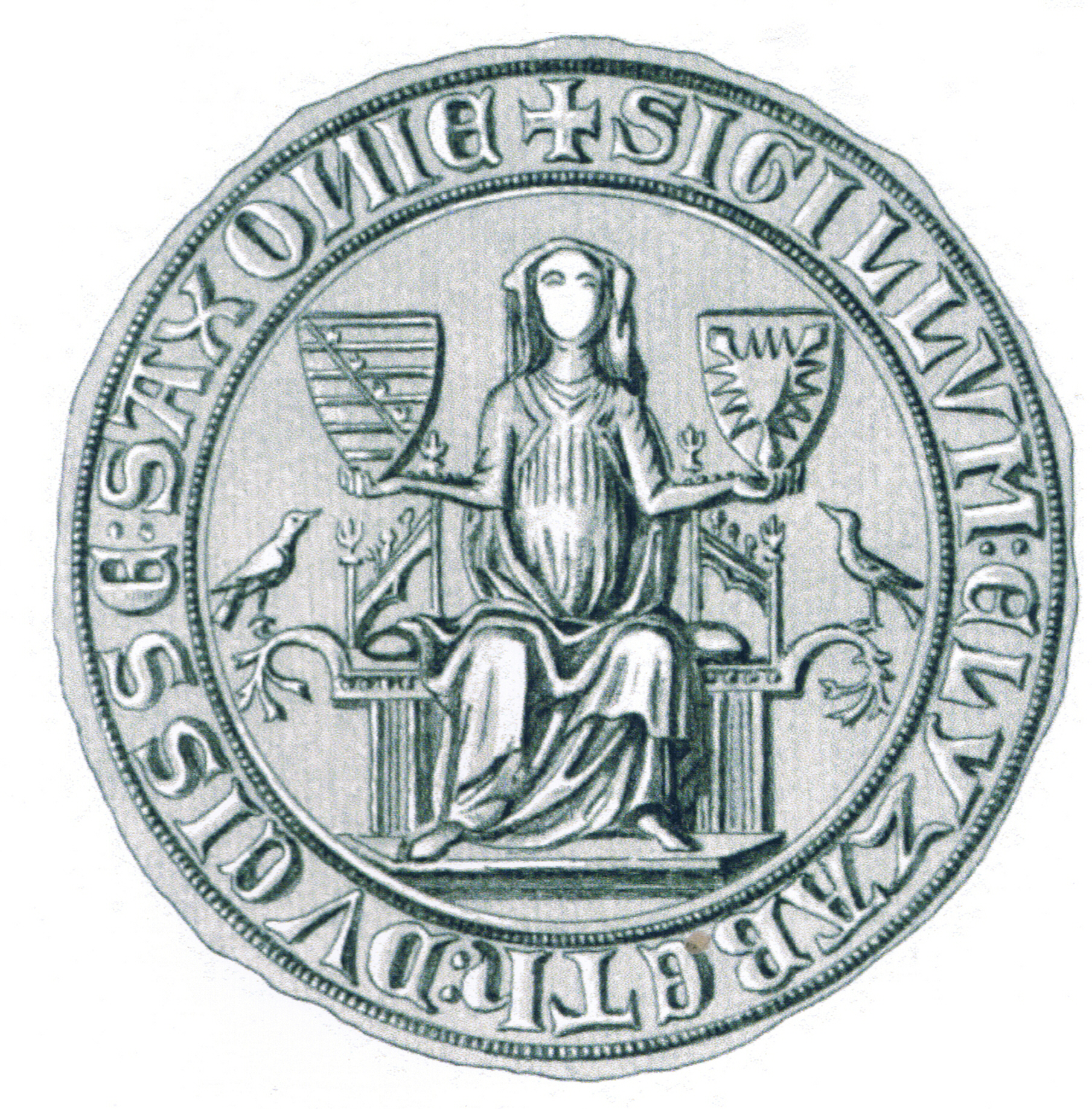
Sigillo della duchessa Elisabetta di Holstein-Rendsburg

Elisabetta di Holstein-Rendsburg (1300 – 1340) è stata una nobildonna tedesca durante la minore età del figlio dal 1321 al 1330. Per un breve periodo fu anche regina consorte di Danimarca.

## Biografia
Apparteneva al Casato di Schauenberg ed era figlia di Enrico I, conte di Holstein-Rendsburg, e di Edvige di Bronckhorst.
Il suo primo marito fu Giovanni II, duca di Saxe-Lauenburg, che sposò attorno all'anno 1315. Da questo matrimonio nacque Alberto IV. In seguito alla morte del marito e per via della minorità del figlio, Elisabetta governò come reggente sul ducato.
Nel 1330 sposò Eric Christoffersen, il giovane re di Danimarca e figlio di Cristoforo I. Tuttavia questo matrimonio non portò prole perché venne sciolto l'anno successivo, quando Eric morì in guerra contro l'Holstein.